# Ivan Bošnjak
Ivan Bošnjak (Vinkovci, Croacia, 6 de febrero de 1979) es un futbolista croata, se desempeña como delantero centro o retrasado y actualmente juega en el Chongqing Lifan chino.

## Clubes
| Club               | País    | Años        |
| ------------------ | ------- | ----------- |
| HNK Cibalia        | Croacia | 1996 - 2000 |
| Hajduk Split       | Croacia | 2000 - 2002 |
| Al-Ittihad         | Libia   | 2002 - 2003 |
| Dinamo Zagreb      | Croacia | 2003 - 2006 |
| KRC Genk           | Bélgica | 2006 - 2009 |
| Iraklis FC         | Grecia  | 2009 - 2010 |
| Chongqing Lifan FC | China   | 2010 -      |

- Datos: Q708649